# Closer To The Truth
Cher 25. stúdióalbuma, mely hivatalosan 2013. szeptember 20-án jelent meg, 12 évvel a korábbi nagylemez, a Living Proof után.

## Album információ
2013. június 8-án megjelent a Woman's World című dal, mely a közelgő új album előfutára volt. További három hónapra rá, szeptember 20-án a boltokba került a Closer To The Truth, Cher 25-ik stúdiólemeze, melyet 12 év várakozás előzött meg a Living Proof után. A lemezen olyan nevek működtek közre, mint Paul Oakenfold, Timbaland, Jake Shears és Pink. Az album a világpiacon 3 különböző példányban jelent meg: a 11 dalt tartalmazó standard, a 14 dalos deluxe (mely a hivatalos európai kiadás), és a 17 szerzeménnyel büszkélkedő target edition.

## Dallista
| #  | Cím                               | Dalszövegírók                                                                    | Producerek                                   | Hossz |
| -- | --------------------------------- | -------------------------------------------------------------------------------- | -------------------------------------------- | ----- |
| 1  | "Woman's World"                   | Matt Morris - Paul Oakenfold - Anthony "TC" Crawford - Joshua "J.D." Walker      | Oakenfold - Crawford - Walker - Jeff Fenster | 3:42  |
| 2  | "Take It Like A Man"              | Tim Powell - Tebey Ottoh - Mary Leay - Cher                                      | Mark Taylor - Powell                         | 4:10  |
| 3  | "My Love"                         | Dario Brigham-Bowes - Lorne Ashley Brigham-Bowes - Paul Barry - Greta Svabo Bech | Taylor                                       | 3:32  |
| 4  | "Dressed To Kill"                 | Taylor -.Samuel Preston - Cher                                                   | Taylor                                       | 2:51  |
| 5  | "Red"                             | Laura Pergolizzi - Marc Nelkin - Carl Ryden                                      | Josh Crosby - Walker - Fenster               | 3:06  |
| 6  | "Lovers Forever"                  | Cher - Shirley Eikhard                                                           | Taylor                                       | 4:01  |
| 7  | "I Walk Alone"                    | Alecia Moore - Billy Mann - Niklas "Nikey" Olovson - Robin Lynch                 | Mann - MachoPsycho                           | 3:23  |
| 8  | "Sirens"                          | Taylor - Patrick Mascall - Nell Bryden - JP Jones                                | Taylor                                       | 5:03  |
| 9  | "Favorite Scars"                  | Wayne Anthony Hector - Tom Barnes - Peter Kelleher - Ben Kohn                    | TMS                                          | 4:26  |
| 10 | "I Hope You Find It"              | Steven Robson - Jeffrey Steele                                                   | Taylor                                       | 3:46  |
| 11 | "Lie To Me"                       | Moore - Mann                                                                     | Mann                                         | 3:19  |
| 12 | "I Don't Have To Sleep To Dream"  | Bonnie McKee - Kelly Sheehan - Timothy Mosley - Jerome Harmon - Chris Godbey     | Timbaland - Harmon - Ivan Corraliza          | 4:42  |
| 13 | "Pride"                           | Pergolizzi - Nelkin - Ryden                                                      | Ryden - Walker - Fenster                     | 4:17  |
| 14 | "You Haven't Seen The Last Of Me" | Diane Warren                                                                     | Matt Serletic                                | 3:34  |